# 232.ª Divisão de Infantaria (Alemanha)
A 232ª Divisão de Infantaria (em alemão:232. Infanterie-Division) foi uma divisão de infantaria da Alemanha que serviu durante a Segunda Guerra Mundial.

## Comandantes
| Comandante                                  | Data                               |
| ------------------------------------------- | ---------------------------------- |
| Generalleutnant Eccard Freiherr von Gablenz | 26 de junho de 1944 - maio de 1945 |

## Oficiais do Generalstab
| Oberst Heinz Herre                | 10 de julho de 1944 - 25 de outubro de 1944 |
| Major Friedrich-Wilhelm Kohlmeier | 25 de outubro de 1944 - 1945                |

## Área de operações
Alemanha junho de 1944 - julho de 1944
Itália - julho de 1944 - maio 1945

## Ordem de batalha
Grenadier-Regiment 1043
Grenadier-Regiment 1044
Grenadier-Regiment 1045
Divisions-Füsilier-Bataillon 232
Artillerie-Regiment 232
Pionier-Bataillon 232
Panzerjäger-Abteilung 232
Feldersatz-Bataillon 232
Infanterie-Divisions-Nachrichten-Abteilung 232
Kommandeur der Infanterie-Divisions-Nachschubtruppen 232